# تالاب گندمان
تالاب گندمان، تالابی بین المللی در مجاورت شهر تالابی گندمان در استان چهارمحال و بختیاری است. این تالاب در لیست ۱۰ تالاب برتر پرنده نگری ایران قرار دارد و در دفتر بین‌المللی تحقیقات پرندگان آبزی لندن ثبت گشته‌است.وسعت این تالاب، ۵۰۰ هکتار است و ارتفاع آن از سطح آب ۲۲۱۹ متر است. منابع تأمین‌کننده آب تالاب، چشمه‌های حاشیه تالاب چون گل کوچک، گل بزرگ، مرادان، نصیرآباد و رودخانه آقبلاغ است.
یک کارشناس منابع طبیعی، معتقد است که حدود ۷۰ تا ۸۰ درصد این تالاب در وضعیت خشکی قرار گرفته‌است. تالاب گندمان علاوه بر خشکسالی و محرومیت از حق‌آبه طبیعی با برداشت بی‌رویه آب برای کشاورزی نیز رو به رو است و به تازگی مورد هجوم افرادی قرار گرفته که قصد تهیه علوفه از نیزارهای این تالاب بین‌المللی را دارند.

## پوشش گیاهی و جانوری
پوشش گیاهی تالاب را عمدتاً گونه‌های حاشیه‌ای و نم پسند تشکیل می‌دهد که از آن جمله می‌توان به درختان بید، مرغ، جگن، ساز، نی، لویی، زنبق، آلاله آبی، هزار نی، بارهنگ آبی، نخل مرداب، عدسک آبی و بزواش اشاره کرد.
پرندگانی چون لک لک، شکاریا، حواصیل، بالکان، مرغابی سانان، یلوه و سلیم هم در تالاب گندمان دیده می‌شوند. در مردادماه سال ۱۴۰۰ یک فرد پرنده با نام فارسی «گیلانشاه حنایی» برای نخستین بار در تالاب گندمان تصویربرداری شد. در انتهای آبان ماه سال ۱۴۰۰ تعداد ۶ عدد پلیکان خاکستری برای نخستین بار در این تالاب مشاهده شد. همچنین در ابتدای آذرماه سال ۱۴۰۰ گونه‌ای از جغد به نام جغد تالابی در تالاب گندمان مشاهده شد.
ماهی‌های تالاب نیز شامل ماهی گورخری، سفید کولی و سیاه ماهی است.

## دسترسی
برای دسترسی به این تالاب باید از تهران مسیر را به‌سمت استان چهارمحال و بختیاری و شهر بروجن در پیش بگیرید. از بروجن راهی گندمان شده و قبل از گندمان به طرف روستای نصیرآباد بروید همچنین از طریق جاده آسفالته گندمان-حسین‌آباد هم میتوانید خود را به این تالاب برسانید.